# Hasseltia floribunda
Hasseltia floribunda är en videväxtart som beskrevs av Carl Sigismund Kunth. Hasseltia floribunda ingår i släktet Hasseltia och familjen videväxter. Inga underarter finns listade i Catalogue of Life.